# Radioecología

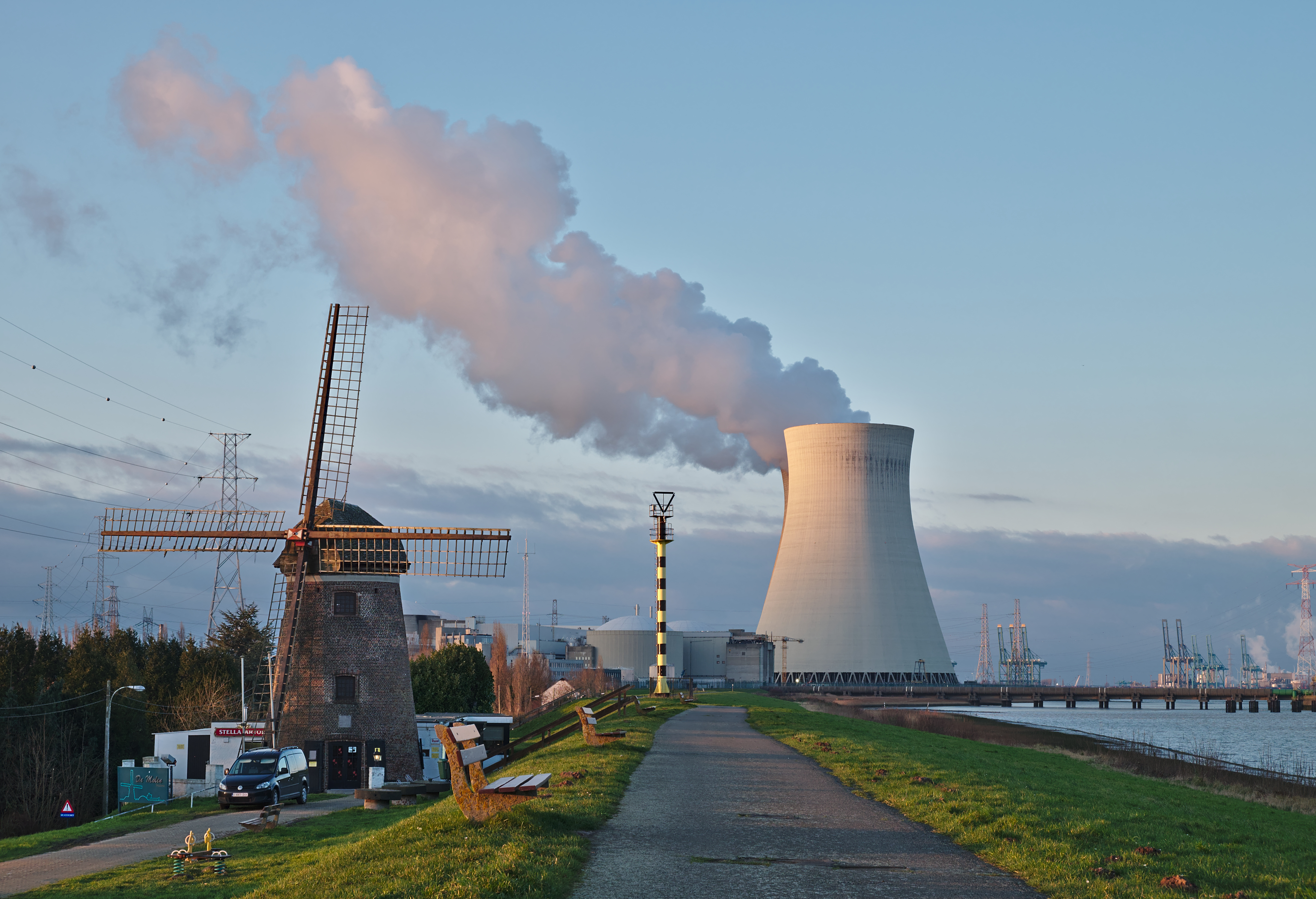
Molino de viento y la torre de refrigeración de la central nuclear de Doel, en Bélgica

La radioecología es la rama de la ecología que se ocupa de la presencia de radiactividad en los ecosistemas terrestres. Las investigaciones en radioecología incluyen muestreos de campo, procedimientos experimentales de campo y laboratorio, y el desarrollo de modelos de simulación de predicción ambiental en un intento de comprender los métodos de migración de material radiactivo en todo el medio ambiente.
La práctica consiste en técnicas de las ciencias generales de la física, la química, las matemáticas, la biología y la ecología, unidas a aplicaciones en protección radiológica. Los estudios radioecológicos proporcionan los datos necesarios para la estimación de dosis y la evaluación de riesgos en relación con la contaminación radiactiva y sus efectos en la salud humana y medioambiental.
Los radioecólogos detectan y evalúan los efectos de las radiaciones ionizantes y los radionucleidos en los ecosistemas, para después valorar sus riesgos y peligros. El interés y los estudios en el campo de la radioecología aumentaron considerablemente para conocer y gestionar los riesgos derivados de la catástrofe de Chernóbil. La radioecología surgió en paralelo al aumento de las actividades nucleares, sobre todo tras la Segunda Guerra Mundial, en respuesta a las pruebas de armas atómicas y el uso de reactores nucleares para producir electricidad.
Esta ciencia combina técnicas de algunos de los campos más básicos, tradicionales, como la física, la química, las matemáticas, la biología y la ecología, con los conceptos aplicados en protección radiológica. Estudios radioecológicos forman la base para la estimación de las dosis y la evaluación de las consecuencias de la contaminación radiactiva para la salud humana y el medio ambiente.

## Historia
La afección radiactiva artificial al medio ambiente de la Tierra comenzó con las pruebas de armas nucleares durante la Segunda Guerra Mundial, pero no se convirtió en un tema destacado de debate público hasta la década de 1980. El Journal of Environmental Radioactivity (JER) fue la primera recopilación bibliográfica sobre el tema, y su aparición no se produjo hasta 1984. A medida que aumentaba la demanda de construcción de centrales nucleares, se hizo necesario que la humanidad comprendiera cómo interactúa el material radiactivo con los distintos ecosistemas para prevenir o minimizar los posibles daños. Las secuelas de Chernóbil fueron el primer empleo importante de técnicas radioecológicas para combatir la contaminación radiactiva de una central nuclear.